# 히로사키성

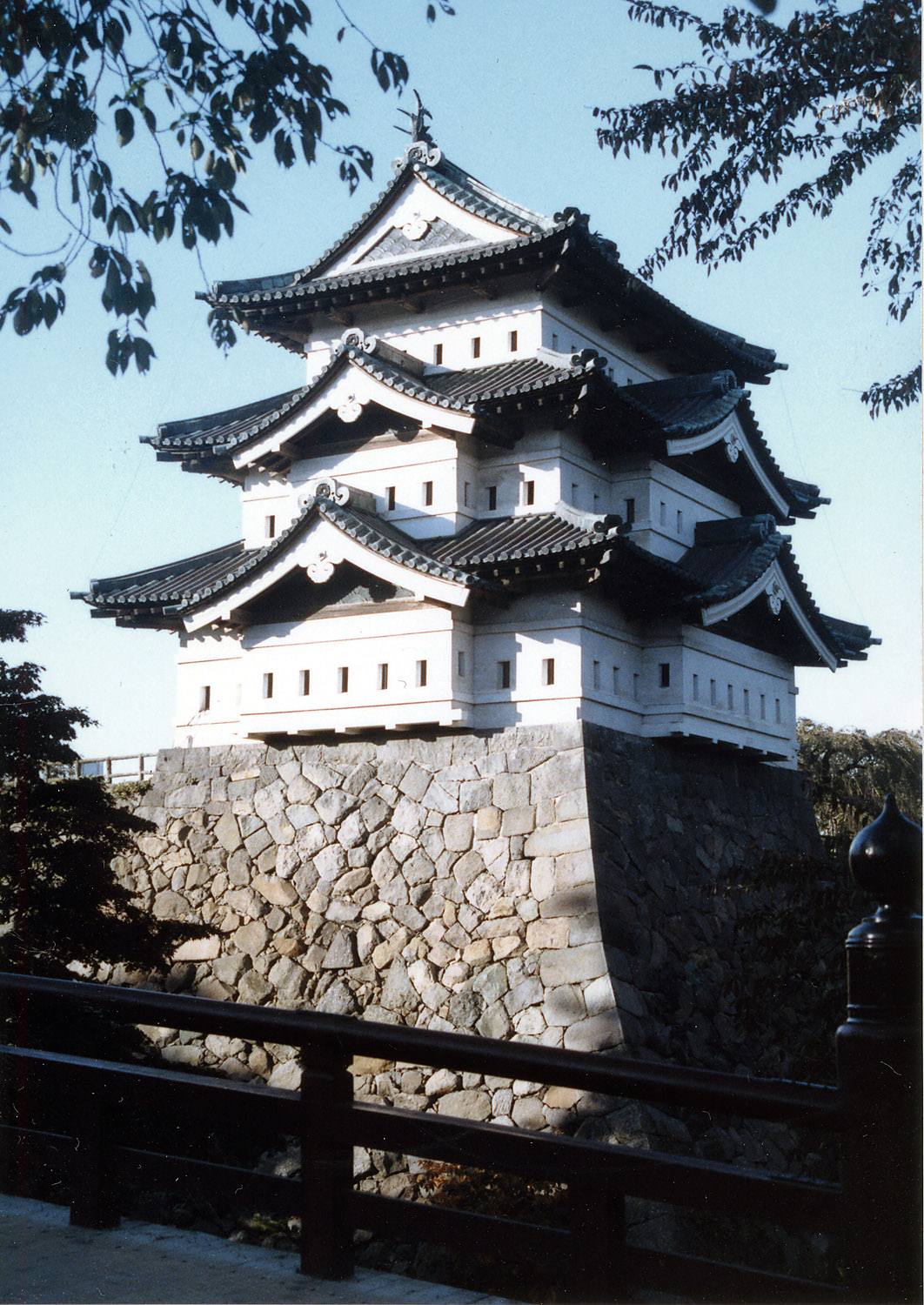
천수대용의 3층망루

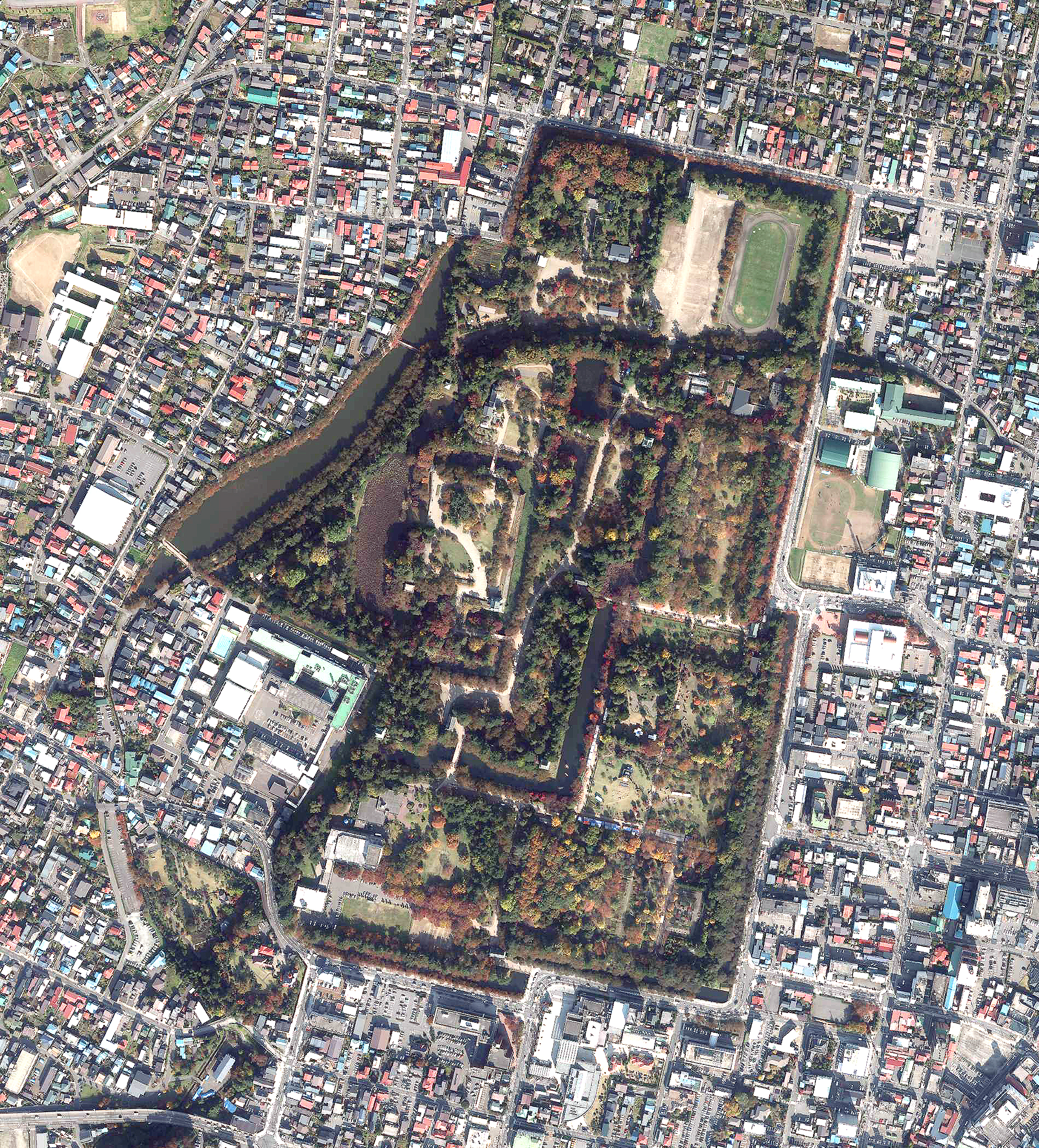
히로사키 성의 항공사진, 1975년 촬영
〈일본국토교통성〉

히로사키성(일본어: 弘前城 히로사키조[*])은 일본 아오모리현 히로사키시에 있는 성으로 국가 지정 사적이다. 다른 이름은 다카오카 성(鷹岡城)이다.

## 개요
쓰가루 평야에 위치하고, 성의 형태는 제곽식 평산성이다. 혼마루, 니노마루, 산노마루, 요노마루, 기타노마루, 니시노마루의 여섯 곡륜으로 구성되어 있다. 해자, 석벽, 성루 등 성곽의 전체적 모습이 거의 성이 폐성될 때의 원형을 간직한 귀중한 성이다. 천수는 3층3계로 에도 시대 후기에 재건되어 현존하고 있어, 망루로서 니노마루에 3층의 동남 망루·북동 망루·남서 망루의 3망루, 5곳의 성문으로서 산노마루 오테 문·산노마루 히가시 문·니노마루 미나미 문·니노마루 히가시 문·기타노마루 귀갑문이 있고, 각각 성을 쌓을 때의 모습으로 현존하여, 모두 나라의 중요문화재에 지정되어 있다.
에도 시대에는 히로사키번, 쓰가루 가문의 거성으로서, 쓰가루 지방의 정치경영의 중심이 되었다. 현재는 히로사키 공원(오요 공원)로서 관광명소가 되어, 히로사키 시에 의해 소유 및 관리되고 있다. 천수대용의 3층망루와 벚꽃의 조화가 아름다워, 일본 굴지의 벚꽃의 명소로서 일본 벚꽃 명소100선에 뽑혀있다.

## 역사
아즈치모모야마 시대
- 1590년 난부 가문을 따르고 있던 오우라 다메노부, 오다와라 정벌에 있던 도요토미 히데요시로부터 4만 5천 석의 영지에 대한 주인장(朱印狀)을 받음. 성을 오우라에서 쓰가루로 바꿈
- 1594년 다메노부, 호리코시 성(히로사키 시 호리코시)을 쌓아 오우라 성에서 옮기나, 군사적 약점을 이유로 새로운 성의 후보를 다카오카(현재의 히로사키)에 선정하였다.
- 1600년 다메노부는 세키가하라 전투에서 동군에 가담. 도쿠가와 이에야스으로부터 2,000석의 가증을 받아 47,000석의 히로사키 번이 성립되었다.

에도 시대
- 1603년 다메노부가 다카오카에 축성을 시작하다.
- 1604년 다메노부, 교토에서 사망. 축성은 중단됨.
- 1609년 2대 쓰가루 노부히라, 축성 재개. 호리코시 성과 오우라 성의 자재를 사용하여 급히 축성을 행함
- 1611년 히로사키성 낙성. 동서 612m, 남북 947m, 총 면적 385,200m²에 달함
- 1627년 낙뢰에 의해 5층 5계의 천수각 소실. 이후, 200년 가까이 천수각이 없었음
- 1810년 9대 번주 쓰가루 야스치카, 3층 망루의 신축을 에도 막부에 요청하여, 혼마루에 현재의 천수대용의 3층망루 완성

메이지 시대 이후
- 1871년 폐번치현에 의해 폐성. 도호쿠 진다이의 분영을 둠
- 1873년 도호쿠 진다이의 분영을 폐지. 혼마루 어전, 무예소 등 철거
- 1894년 옛 영주 쓰가루 가문이 성 터를 시민공원으로서 일반에 공개하기 위해, 성지의 대여를 부탁하여 허가받다.
- 1895년 히로아키 공원으로서 시민에게 일반 개방되다.
- 1898년 산노마루가 육군병기지창(나중의 제 8사단 병용부)용지가 되다.
- 1903년 이 이후 벚나무가 심어져, 벚꽃의 명소가 되다.
- 1906년 북의 성곽, 작은 망루와 서의 성곽, 남서 망루의 2용마루가 소실되다.
- 1908년 요시히토가 공원을「오요 공원」이라 명명하다.
- 1937년 현존 건조물 무리가(세개의둥근 동문을 제외)가 구 국보에 지정되다.

태평양 전쟁 후
- 1950년 문화제 보호법이 제정되어, 현존 건조물 무리(산노 마루)는 중요문화재가 되다.
- 1952년 국가 사적으로 지정되다.
- 1953년 산노마루의 히가시 문이 나라의 중요문화재로 지정되어, 현존 건조물 9동 전부가 나라의 중요문화재가 되다.
- 1981년 공원관리인 숙사, 작업자 대기실로 되어있던 니노마루 히가시 문 반쇼가 1979년부터 문화청의 협력하에 현재 장소로 이축복원되었다.
- 1985년 국가 사적에 호리코시 성터가 추가 지정됨에 따라, 사적 명칭이 쓰가루 씨 성터(히로사키 성터)로 변경되었다.
- 1999년 ~ 2000년 발굴조사에서 기타노마루 다테가미(館神) 터에서 본전 터와 도리이 초석이 발견되었다.
- 2002년 국가 지정사적 쓰가루 씨 성터에 히로사카 성터, 호리코시 성터에 더하여 다네사토 성터도 추가되어 총 지정 면적은 약 105만 4천m²가 되었다.
- 2003년 혼마루, 기타노마루에 들어올 경우, 입장료를 받게 되었다. (4월부터 11월까지)
- 2004년 4월 쓰가루 다메노부 동상이 히가시 문 근처 히로사키 문화센터 앞 정원에 복원되었다.
- 2005년 12월 서쪽 해자에 있던 슌요 다리(春陽橋)가 73년 만에 전면교체되었다.
- 2006년 4월 6일 일본 100대 명성에 선정되었다.